# 1995년 아시아 남자 배구 선수권 대회
1995년 아시아 남자 배구 선수권 대회는 1995년 9월 11일부터 9월 23일까지 대한민국 서울특별시에서 열린 8번째 아시아 배구 선수권 대회이다.